# Assedio di Scutari (1912-1913)
L'Assedio di Scutari, indicato anche come l'assedio di Shkodër (in albanese Rrethimi i Shkodrës, in serbo Опсада Скадра?), noto in turco come İşkodra Müdafaası o İşkodra Savunması, ebbe luogo dal 28 ottobre 1912 al 23 aprile 1913 quando l'esercito del Regno del Montenegro sconfisse le forze dell'Impero ottomano invadendo la città di Scutari, nell'odierna Albania.

## Sfondo
Nel 1912, la Lega Balcanica composta da Serbia, Montenegro, Grecia e Bulgaria aveva congiuntamente dichiarato guerra all'Impero ottomano. Il Montenegro mobilitò le sue truppe e si preparò ad attaccare le forze ottomane in Albania direttamente a sud. Dietro l'invasione, tuttavia, c'era l'intenzione del Montenegro di espandere il proprio confine a scapito dei territori che avevano una schiacciante maggioranza albanese. Il Montenegro si considerava il successore di "Zeta", un regno slavo medievale, con Scutari come capitale. Con il passaggio di potere dagli ultimi feudatari Balšići o Balsha ai veneziani, e infine agli ottomani, che stabilirono una città come centro amministrativo della regione, la "capitale perduta" divenne un simbolo di oppressione per i montenegrini.
Storicamente, il confine tra la Zeta medievale e i principati albanesi era il fiume Drin, come sottolineato dal sovrano e storiografo montenegrino del XVII secolo, Vasilije. Il Montenegro, in quanto tale, con la sua invasione militare cercò di espandersi fino ai suoi confini tradizionali. Inoltre, la regione aveva una considerevole popolazione slava e molti montenegrini facevano risalire la loro origine alla regione, che i loro antenati abbandonarono solo dopo l'occupazione turca.

## Inizio della guerra
L'8 ottobre 1912, il generale turco Hasan Riza Pasha annunciò la dichiarazione di guerra del Montenegro all'Impero ottomano per cancellare i 600 anni di oppressione da parte del "piede turco", come sosteneva il nemico, e che le sue truppe stavano attraversando il confine tra Montenegro e Albania. Due ore dopo la notizia, le truppe montenegrine, come previsto, si avvicinarono a Scutari. Fino al 70% dell'esercito turco all'interno dei Balcani era composto da albanesi musulmani arruolati durante la lotta per la libertà dall'Impero ottomano. A mezzogiorno, Hasan Riza Pasha radunò tutti i suoi comandanti nel suo quartier generale e disse loro:

## Assedio

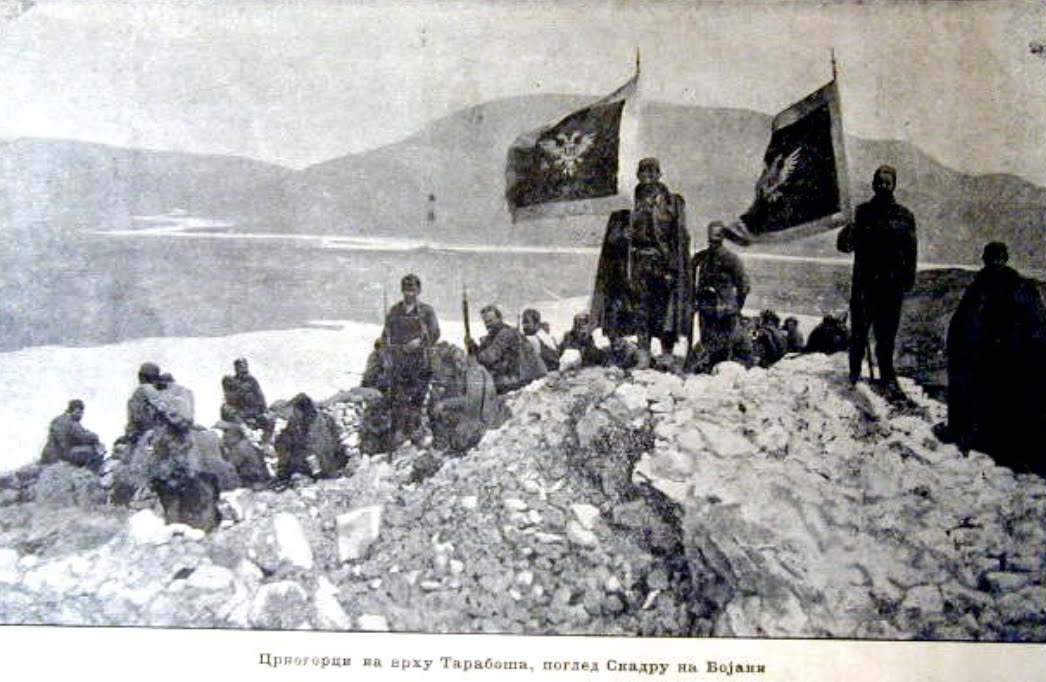
Soldato montenegrino sul Tarabosh vicino a Scutari

L'assedio di Scutari fu avviato dai montenegrini il 28 ottobre 1912. L'attacco iniziale fu effettuato dall'esercito montenegrino al comando del principe Danilo e incontrò una forte resistenza. Quando il conflitto si trasformò in una guerra d'assedio, i montenegrini furono supportati dai rinforzi dei loro alleati serbi. Radomir Vešović, un ufficiale dell'esercito montenegrino partecipò all'assedio dove fu ferito due volte, per cui guadagnò una medaglia d'oro Obilić e il titolo di cavaliere di Brdanjolt (serbo: витез од Брдањолта). ( in serbo витез од Брдањолта?).
I difensori turchi e albanesi di Scutari erano guidati da Hasan Riza Pasha e dal suo luogotenente, Essad Pasha. Dopo la durata di tre mesi dell'assedio, le differenze tra i due leader turchi traboccarono il 30 gennaio 1913, quando Essad Pasha tese un'imboscata a due dei suoi servi albanesi uccidendo Riza Pasha. L'imboscata avvenne quando Riza Pasha lasciò la casa di Essad dopo una cena di fidanzamento e mise Essad Pasha al controllo totale delle forze turche a Scutari. Le differenze tra i due uomini erano incentrate sulla continua difesa della città. Riza Pasha desiderava continuare la lotta contro i montenegrini e i serbi, mentre Essad Pasha era un sostenitore della fine dell'assedio per mezzo di negoziati segreti condotti con il consiglio dei russi. Il piano di Essad Pasha era di consegnare Scutari ai montenegrini e ai serbi come prezzo per il loro sostegno nel suo tentativo di proclamarsi re d'Albania.
L'assedio, tuttavia, continuò e persino si intensificò a febbraio quando il re Nicola del Montenegro ricevette una delegazione di capi malesi che gli dichiararono la loro fedeltà e si offrirono volontari per unirsi alle forze montenegrine con 3 000 dei loro stessi soldati. Poco dopo, i capi malesi si unirono alla guerra assistendo all'attacco della torre Jubani-Daut.

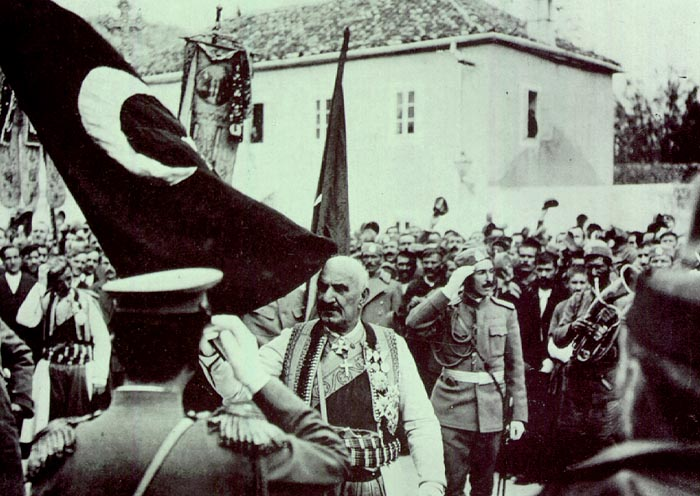
La bandiera ottomana si arrese al re montenegrino Nicola

Il 21 aprile 1913, circa sei mesi dopo l'inizio dell'assedio, Essad Pasha offrì una proposta ufficiale per consegnare la città al generale montenegrino Vukotic. Il 23 aprile, la proposta di Essad Pasha fu accettata e gli fu permesso di lasciare la città con tutti gli onori militari e tutte le sue truppe e attrezzature, a eccezione dei cannoni pesanti. Ricevette anche ricevuto una somma di £ 10 000 sterline dal re montenegrino.
Essad Pasha cedette Scutari al Montenegro solo dopo che il suo destino era stato deciso, cioè dopo che le Grandi Potenze avevano costretto la Serbia a ritirarsi e sul fatto che le Grandi Potenze non avrebbero permesso al Montenegro di mantenere Scutari. Allo stesso tempo, Essad Pasha riuscì a ottenere l'appoggio di Serbia e Montenegro per il nuovo Regno d'Albania, che avrebbe conquistato Scutari indirettamente dalle Grandi Potenze.

## Conseguenze

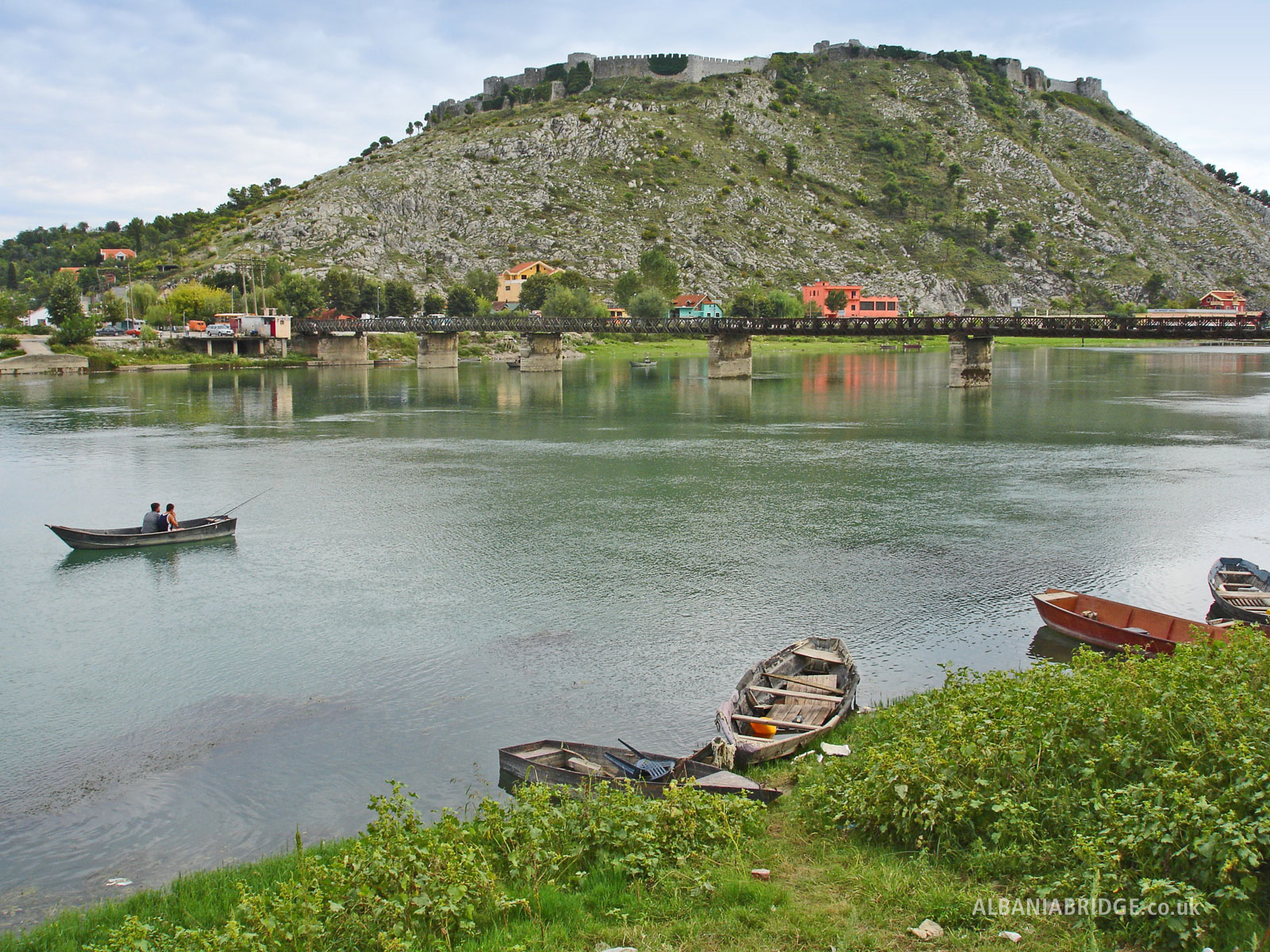
La fortezza di Scutari, all'epoca circondata dalle forze d'invasione

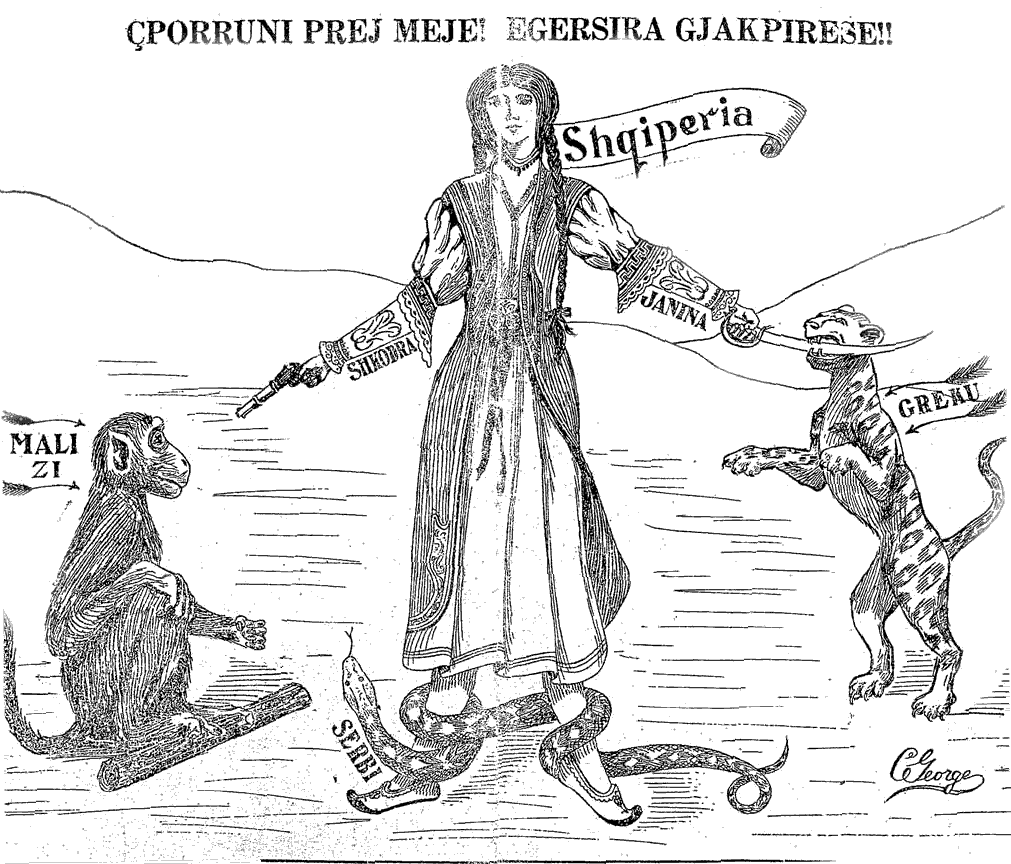
La caricatura mostra l'Albania che si difende dai paesi vicini. Il Montenegro è rappresentato come una scimmia, la Grecia come un leopardo e la Serbia come un serpente. Testo in albanese: "Fuggite da me! Bestie succhiasangue! "

La conquista di Scutari da parte del Montenegro e della Serbia rimosse l'unico ostacolo a un'avanzata serba nell'Albania ottomana. Nel novembre 1912 l'Albania aveva dichiarato l'indipendenza ma doveva ancora essere riconosciuta. L'esercito serbo alla fine occupò la maggior parte dell'Albania settentrionale e centrale, fermandosi a nord della città di Valona. I serbi riuscirono anche a intrappolare i resti dell'esercito di Vardar in ciò che restava dell'Albania vera e propria, ma non furono in grado di costringerli alla resa.
Quando la guerra finì, tuttavia, le Grandi Potenze non assegnarono Scutari al Regno del Montenegro, e al contrario in conformità con la Conferenza degli ambasciatori di Londra costrinse i montenegrini a evacuare la città nel maggio 1913. Il ritiro dell'esercito montenegrino fu accelerato da una piccola flottiglia navale di cannoniere britanniche e italiane che risalirono il fiume Bojana e attraversarono la costa adriatica. Una forza internazionale di mantenimento della pace (distaccamento di Scutari) composta da cinque paesi tra cui Austria-Ungheria, Gran Bretagna, Francia, Italia e Germania venne dispiegata nella città e mantenuta fino all'inizio della prima guerra mondiale.
La reazione internazionale alla soluzione definitiva fu alquanto mista. Il ministro degli esteri austro-ungarico, il conte Leopold Berchtold, chiese che Scutari fosse evacuata dalle grandi potenze entro 48 ore. Il Regno d'Italia sostenne l'Austria-Ungheria e inviò una parte delle forze di pace. L'impero russo sostenne il Montenegro nei suoi sforzi per mantenere Scutari. 
Infine, come esito culturale dell'assedio, il romanziere albanese Ndoc Nikaj scrisse un romanzo storico intitolato Shkodra e rrethueme ("Shkodra sotto assedio") nel 1913 mentre il poeta serbo bosniaco Aleksa Šantić scrisse A Essad Pasha (in serbo Esad Paši?), ispirato all'assedio di Scutari.